# Pseudocolaptes lawrencii
Pseudocolaptes lawrencii е вид птица от семейство Furnariidae.

## Разпространение
Видът е разпространен в Еквадор, Колумбия, Коста Рика и Панама.